# Union Tank Eckstein

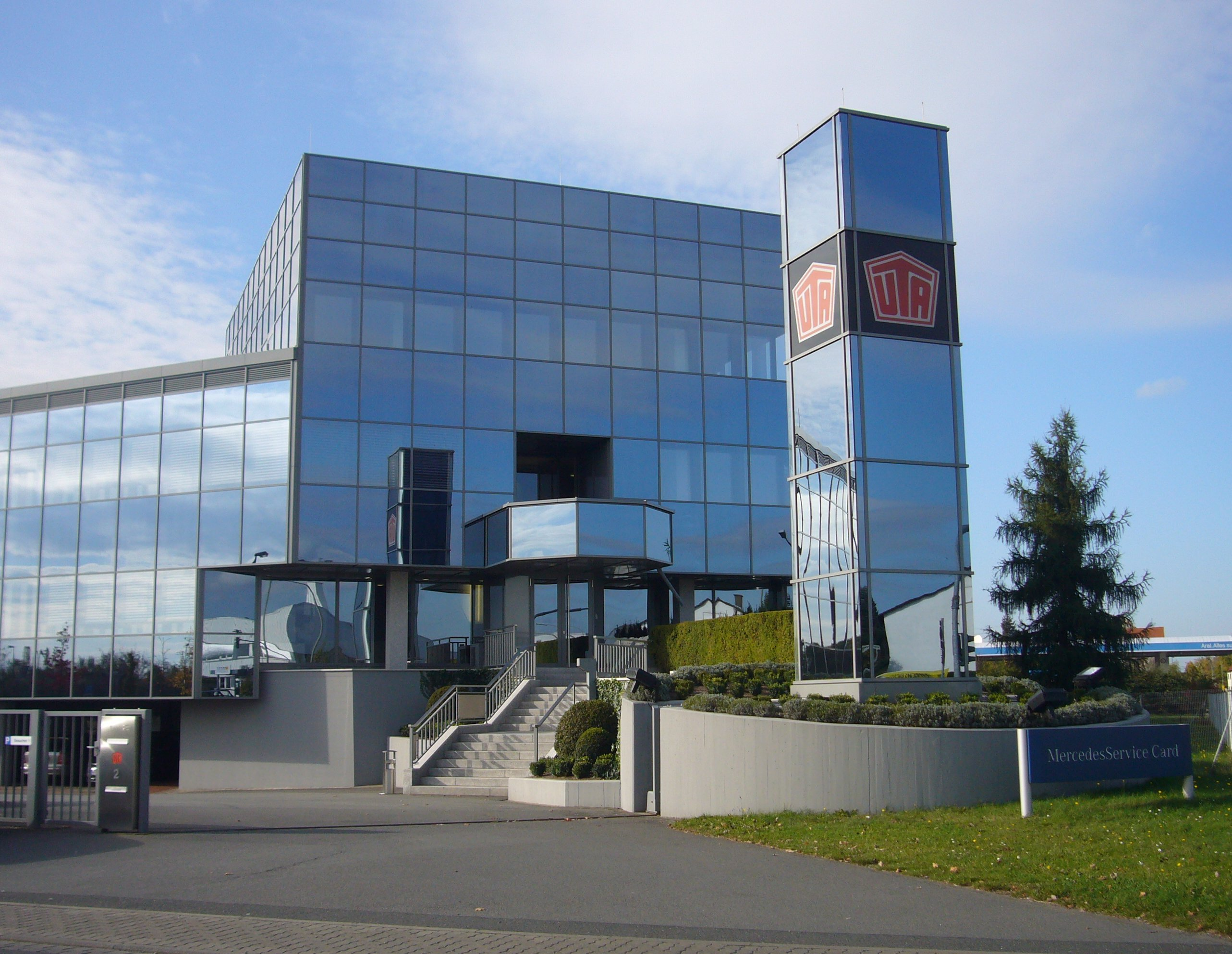
UTA-Zentrale in Kleinostheim

Die Union Tank Eckstein GmbH & Co. KG (Eigenschreibweise: UNION TANK Eckstein GmbH & Co. KG, ehemals kurz "UTA") ist ein 1963 gegründetes Unternehmen, das im Bereich Mobilitätsdienstleistungen für Pkw- und Nutzfahrzeugflotten tätig ist. Das Unternehmen bietet europaweit Tankkarten, Mautlösungen, Flottenmanagement-Services und Zugang zu Ladeinfrastruktur für Elektrofahrzeuge an. Heute ist Union Tank Eckstein Teil der französischen Edenred-Gruppe und tritt unter dem Markennamen UTA Edenred auf. 
Der Hauptsitz des Unternehmens befindet sich in Kleinostheim in Unterfranken. Hier arbeiten rund 400 der insgesamt über 700 Beschäftigten. Neben der Firmenzentrale in Kleinostheim betreibt UTA Edenred Niederlassungen in 16 weiteren europäischen Ländern.

## Geschichte
Das Unternehmen wurde am 11. Oktober 1963 in Aschaffenburg von Heinrich Eckstein gegründet. Zu Beginn stand die Versorgung von Lkw mit Diesel im Vordergrund. Im Jahr 1982 wurde die Hauptverwaltung von Aschaffenburg nach Kleinostheim verlagert. 1995 wurde die Zentrale erweitert. 2012 wurde ein weiterer Anbau fertiggestellt und bezogen.

## Produkte
Die Union Tank Eckstein bietet ein Tank- und Servicekartensystem für den gewerblichen Bereich an. Dieses dient zur Unterwegsversorgung von Nutzfahrzeugflotten. Dazu gehört hauptsächlich das markenübergreifende und bargeldlose Tanken, der Bezug von Schmierstoffen und Kfz-Zubehör, die Begleichung von Maut in 27 Ländern Europas sowie weitere fahrzeugbezogene Services wie Reparaturen, Reifenservices, Mietservice, Abschleppdienste und Reinigung. In Form der Mercedes ServiceCard werden auch exklusive Dienstleistungen für Nutzfahrzeuge und Transporter von Mercedes-Benz angeboten.

## Marke
UTA ist als Wort- und Bildmarke der Union Tank Eckstein GmbH & Co. KG in fast allen europäischen Ländern eingetragen. Die Marke UTA stand ursprünglich als Abkürzung für Union Tank Aschaffenburg, da das Unternehmen in Aschaffenburg gegründet wurde und steht nun mit dem UTA-Servicekartensystem synonym für alle Service- und Dienstleistungen der Union TAnk Eckstein GmbH & Co. KG.